# Polinômio de Alexander
Em matemática, o polinômio de Alexander é um nó constante que atribui um polinômio com coeficientes inteiros para cada tipo de nó. James Waddell Alexander II descobriu o primeiro nó de polinômio em 1923. Em 1969, John Conway mostrou uma versão deste polinômio, agora chamado de Polinômio de Alexander–Conway, pode ser calculado usando uma relação de Skein, embora o seu significado não tenha sido realizado até a descoberta do polinômio de Jones, em 1984. Logo depois da reformulação de Conway do polinômio de Alexander, percebeu-se que existia uma relação de skein semelhante em um papel de Alexander.

## Definição
Seja K um nó na 3-esfera. Seja X  o infinito ciclo de recobrimento do complemento de K. Este recobrimento pode ser obtido cortando o complemento do nó ao longo de uma superfície Seifert de K e colando um número infinito de cópias resultante da variedade tridimensional com o limite de forma cíclica. Há uma transformação de recobrimento t agindo em X. Considerando a primeira homologia (com coeficientes inteiros) de X, denotada {\displaystyle }. A transformação t age sobre a homologia e assim, podemos considerar {\displaystyle } um módulo sobre {\displaystyle }. Esta é a chamada Constante de Alexander ou  módulo Alexander.
O módulo é finitamente apresentável; uma aprentação de matriz para este módulo é chamado matriz de Alexander. Se o número de geradores,r, é menor ou igual ao número de relações, s, então consideramos o gerador ideal por todos os r por r menores da matriz; este é o zero ī-ésimo encaixe ideal ou ideal de Alexander e não depende da escolha da apresentação da matriz. Se r > s, defina o ideal igual a 0. Se o ideal de Alexander é o principal, tome um gerador; isso é chamado de polinômio de Alexander de um nó. Uma vez que este só é exclusivo, até à multiplicação por Laurent monomial {\displaystyle }e , muitas vezes, se corrige uma determinada forma única. A escolha de Alexander de normalizar é fazer com que o polinômio positivo seja o termo constante.
Alexander provou que o ideal de  Alexander é diferente de zero e sempre é o principal. Assim, um polinômio de Alexander sempre existe, e é claramente um nó constante, denotado {\displaystyle }. O polinômio de Alexander para o nó configurado por apenas uma sequência de caracteres é um polinômio de t2 , sendo assim, é o mesmo polinômio para a imagem do nó espelhado. Ou seja, ele não pode distinguir entre o nó e sua imagem espelhada.

## Calculando o polinômio
O procedimento a seguir para calcular o polinômio de Alexander foi dada por J. W. Alexander, em seu papel.
Tomando um diagrama de nó orientado com n cruzamentos, existem n + 2 regiões do diagrama de nó. Para trabalhar o polinômio de Alexander, primeiro deve-se criar uma matriz de incidência de tamanho (n, n + 2). As n linhas correspondem aos n cruzamentos e a n + 2 colunas para as regiões. Os valores para a matriz de entradas são 0, 1, -1, t, −t.
Considerando a entrada correspondente a uma determinada região e cruzamentos. Se a região não for adjacente ao cruzamento, a entrada é 0. Se a região adjacente ao cruzamento, a entrada depende da sua localização. A tabela a seguir mostra a entrada determinada pela localização da região em que se cruzam a partir da perspectiva da entrada da linha do subcruzamento.
a esquerda antes do subcruzamento: −t
no lado direito, antes do subcruzamento: 1
à esquerda, depois do subcruzamento: t
à direita após o subcruzamento: -1
Removendo duas colunas correspondentes a regiões adjacentes da matriz, e trabalhando fora do determinante da nova n por n matriz. Dependendo das colunas removidas, a resposta será diferente da multiplicação por {\displaystyle }. Para resolver esta ambiguidade,basta dividir pela maior potência possível de t e multiplicar por -1, se necessário, portanto, que o termo constante é positivo. Isto dá o polinômio de Alexander.
O polinômio de Alexander também pode ser calculado a partir da matriz Seifert.
Após os trabalhos de Alexander R. Fox considerado uma subapresentação do nó de grupo {\displaystyle }e a introdução de não-comutativa do cálculo diferencial Fox (1961), que também permite calcular {\displaystyle }. Exposição detalhada dessa abordagem sobre o maior polinômio de Alexander pode ser encontrado no livro Crowell & Fox (1963).

## Propriedades básicas do polinômio
O polinômio de Alexander é simétrico: {\displaystyle } para todos os nós, K.
Do ponto de vista da definição, esta é uma expressão do isomorfismo de Dualidade de Poincaré
{\displaystyle {\overline {H_{1}X}}\simeq \mathrm {Hom} _{\mathbb {Z} [t,t^{-1}]}(H_{1}X,G)} onde {\displaystyle G} {\displaystyle \mathbb {Z} [t,t^{-1}]} por {\displaystyle \mathbb {Z} [t,t^{-1}]}, considerado como um {\displaystyle \mathbb {Z} [t,t^{-1}]}-módulo, e onde {\displaystyle {\overline {H_{1}X}}} é o conjugado {\displaystyle \mathbb {Z} [t,t^{-1}]}-módulo para {\displaystyle H_{1}X} ,isto é, como um grupo abeliano é idêntico a {\displaystyle H_{1}X}as a transformação do recobrimento {\displaystyle t} por {\displaystyle t^{-1}}.
seu valor da unidade em 1: {\displaystyle }.
Do ponto de vista da definição, esta é uma expressão do fato de que o complemento do nó  é um círculo homólogo, geradas pelo recobrimento da transformação {\displaystyle }. Mais geralmente se {\displaystyle } é um 3-coletor de tal forma que {\displaystyle } ele tem um polinômio de Alexander {\displaystyle } definido como a ordem ideal de seu infinito ciclo de recobrimento. Neste caso, {\displaystyle } é, até sinal, igual à ordem do subgrupo de torção de {\displaystyle }.
Cada integrante do polinômio de Laurent é simétrico e avalia-se para uma cada unidade de um 1, é o polinômio de Alexander de um nó (Kawauchi 1996).

## Significância da geometria do polinômio
Desde o principal ideal de Alexander que, {\displaystyle } se, e somente se, o subgrupo comutador do grupo de nó é perfeito(isto é. igual ao seu próprio subgrupo comutador).
Para um nó de fatia topológico, o polinômio de Alexander satisfaz a condição Fox–Milnor {\displaystyle } onde {\displaystyle } é algum outro integrante polinomial  Laurent .
Duas vezes o gênero do nó, é limitado abaixo de acordo com o grau do polinômio de Alexander.
Michael Freedman provou que um nó na 3-esfera é uma fatia topológica;isto é, limites de um "plano local" em um disco  topológico na 4-bola, se o polinômio de Alexander do nó é trivial (Freedman e Quinn, 1990).
Kauffman (1983) descreve a primeira construção do polinômio de Alexander via estado montantes derivados a partir de modelos físicos. Um levantamento desses tópico e outras conexões com a física são dadas em Kauffman (2001).
Existem outras relações com superfícies lisas 4-dimensional topológicas. Por exemplo, em determinadas hipóteses, não é uma forma de modificar um bom 4-coletor através da realização de uma cirurgia que consiste na remoção de um bairro de um toro bidimensional e substituindo-o com um nó complementar cruzou-se com a S1. O resultado é um liso 4-coletor homeomórfico para o original, porém, agora  a constante de Seiberg-Witten foi modificada pela multiplicação com o polinômio de Alexander do nó.
Nós com simetrias são conhecidos por ter restringido polinômios de Alexander. Ver a seção da simetria (Kawauchi 1996). No entanto, o polinômio de Alexander pode falhar ao detectar algumas simetrias, tais como forte inversibilidade.
Se o complemento do nó de fibras está sobre o círculo, então o nó polinômio de Alexander é conhecido por ser mônicos(coeficientes da mais alta e a mais baixa ordem de termos são iguais a {\displaystyle }). Na verdade, se {\displaystyle } é um feixe de fibras, onde {\displaystyle } é o complemento de nó, deixe {\displaystyle } representa a monodromia, em seguida, {\displaystyle } onde {\displaystyle } é o mapa induzido em homologia.

## Relações de operações de satélite
Se um nó {\displaystyle K} é um nó de satélite com o nó padrão{\displaystyle K'} (existe uma incorporação {\displaystyle f:S^{1}\times D^{2}\to S^{3}} de tal modo que {\displaystyle K=f(K')}, onde{\displaystyle S^{1}\times D^{2}\subset S^{3}} É um deslace em um sólido toral contendo {\displaystyle K'}), então {\displaystyle \Delta _{K}(t)=\Delta _{f(S^{1}\times \{0\})}(t^{a})\Delta _{K'}(t)}, onde {\displaystyle a\in \mathbb {Z} }´´e o inteiro que representa {\displaystyle K'\subset S^{1}\times D^{2}} em{\displaystyle H_{1}(S^{1}\times D^{2})=\mathbb {Z} }.
Exemplos: Para uma soma conectada {\displaystyle }. Se {\displaystyle } é sem torção e Whitehead duplo, {\displaystyle }.

## Polinômio de Alexander–Conway
Alexandre provou o polinômio de Alexander satisfaz um novelo de relação. John Conway mais tarde redescoberto isso de uma forma diferente e mostrou que a meada relação, juntamente com uma escolha de valor sobre o unknot foi o suficiente para determinar o polinômio. Conway versão é um polinˆ omio em z com coeficientes inteiros, denotada {\displaystyle } e chamou-a de Alexander–Conway polinômio (também conhecido como Conway polinomial ou Conway–Alexandre polinomial).
Suponha que temos uma orientada para o enlace do diagrama, onde {\displaystyle } são diagramas de enlaces resultantes de cruzamento e a suavização de mudanças em uma região de um determinado cruzamento do diagrama, como indicado na figura.
Aqui estão as relações da estrutura de Conway:
- {\displaystyle } (onde S é qualquer diagrama do nó trivial)
- {\displaystyle }

A relação com o padrão do polinômio de Alexandre é dado por {\displaystyle }. Aqui {\displaystyle } devem ser devidamente normalizada (pela multiplicação de {\displaystyle }) para satisfazer a meada relação {\displaystyle }. Note que esta relação dá um polinômio de Laurent em t1/2.
Veja teoria de nós para um exemplo de computação a Conway polinomial do trevo.

## Relação de homologia Floer
Usando curvas pseudo-holomorfas, Ozsvath & Szabo (2004) e Rasmussen (2003) associado um  grupo abeliano, chamado de nó Floer homológico, para cada classe de nós isótopos. Os classificados da característica de Euler do nó de Floer homológico é o polinômio de Alexander. Enquanto o polinômio de Alexander dá um limite inferior sobre o gênero de um nó, Ozsvath & Szabo (2004b) mostrou que o nó de Floer homológico detecta o gênero. Da mesma forma, enquanto o polinômio de Alexander dá uma obstrução de um nó complementar fibrado sobre o círculo, Ni (2007) mostraram que o nó de Floer homológico determina completamente quando um complemento de nó de fibras sobre o círculo. O grupos de nós de Floer homológicos são parte da família homológicas de Heegaard Floer das constantes; ver homologia de Floer para uma discussão mais aprofundada.

## References
- Alexander, J. W. (1928). «Topological invariants of knots and links». Trans. Amer. Math. Soc. 30 (2): 275–306. doi:10.2307/1989123
- Crowell, R.; Fox, R. (1963). Introduction to Knot Theory. [S.l.]: Ginn and Co. after 1977 Springer Verlag
- Adams, Colin C. (2004). The Knot Book: An elementary introduction to the mathematical theory of knots Revised reprint of the 1994 original ed. Providence, RI: American Mathematical Society. ISBN 0-8218-3678-1 (accessible introduction utilizing a skein relation approach)
- Fox, R. (1961). «A quick trip through knot theory, In Topology of ThreeManifold» Proceedings of 1961 Topology Institute at Univ. of Georgia, edited by M.K.Fort ed. Englewood Cliffs. N. J.: Prentice-Hall: 120–167
- Freedman, Michael H.; Quinn, Frank (1990). Topology of 4-manifolds. Col: Princeton Mathematical Series. 39. Princeton, NJ: Princeton University Press. ISBN 0-691-08577-3
- Kauffman, Louis (1983). «Formal Knot Theory». Princeton University press
- Kauffman, Louis (2012). Knots and Physics 4th ed. [S.l.]: World Scientific Publishing Company. ISBN 978-981-4383-00-4
- Kawauchi, Akio (1996). A Survey of Knot Theory. [S.l.]: Birkhauser (covers several different approaches, explains relations between different versions of the Alexander polynomial)
- Ozsvath, Peter; Szabo, Zoltan (2004). «Holomorphic disks and knot invariants». Adv. Math. 186 (1): 58–116. Bibcode:2002math......9056O. arXiv:math/0209056. doi:10.1016/j.aim.2003.05.001
- Ozsvath, Peter; Szabo, Zoltan (2004b). «Holomorphic disks and genus bounds». Geom. Topol. 8: 311–334. arXiv:math/0311496. doi:10.2140/gt.2004.8.311
- Ni, Yi (2007). «Knot Floer homology detects fibred knots». Invent. Math. 170 (3): 577–608. arXiv:math/0607156. doi:10.1007/s00222-007-0075-9
- Rasmussen, J. (2003). «Floer homology and knot complements». PhD thesis Harvard University. 6378 páginas. Bibcode:2003math......6378R. arXiv:math/0306378
- Rolfsen, Dale (1990). Knots and Links 2nd ed. Berkeley, CA: Publish or Perish. ISBN 0-914098-16-0 (explains classical approach using the Alexander invariant; knot and link table with Alexander polynomials)